# Juan de Colonia (santo)
Joannes van Hoornaar, conocido en español como Juan de Colonia, fue un fraile y sacerdote de la Orden de Predicadores, nacido en Colonia (Alemania). Fue párroco de Hoornaar, Brielle, en los Países Bajos españoles. Ejecutado por su fe en 1572 y ha sido declarado un mártir y santo por la Iglesia Católica.

## Antecedentes de losmendigos del mar
En el período 1550-1560 las provincias holandesas estaban tratando de ganar su independencia de la corona Española bajo el reinado de Felipe II. Los "mendigos del mar" eran aventureros protestantes, piratas y delincuentes que luchan contra el dominio español en las provincias holandesas y capaces de las peores bajezas en sus pillajes. Sus centros de reuniones eran los puertos de Emden (en la costa de la provincia holandesa de Frisia), La Rochelle (en la costa de Francia) y Dover (en la costa de Inglaterra). Los mendigos del mar atacaron los barcos de casi cualquier nación, así como pueblos pesqueros y ciudades en la costa de las provincias holandesas.

## Nacimiento e ingreso a laOrden de Predicadores
Todo lo que se sabe de los primeros años de Juan es que nació en Alemania, que era muy buen estudiante y que asistió a la prestigiosa Universidad de Colonia. Ingresó en la Orden Dominicana en Colonia y recibió su formación allí y diez años después el orden sacerdotal. Después de completar su educación, Juan fue asignado a una parroquia en el pueblo de Holanda Hoornaar, donde sirvió durante los próximos veinte años.

## Arresto y muerte
Por 1572, el luteranismo y el calvinismo se había extendido a través de una gran parte de Europa. En los Países Bajos esto fue seguido por una lucha entre las dos denominaciones en las que el calvinismo fue victorioso. El 1 de abril de ese año los Mendigos del mar conquistaron Brielle (Den Briel) y más tarde Flushing . En junio de ese año, Dordrecht y Gorkum también cayeron en sus manos. Allí se detuvieron todo el clero católico y los mantuvieron en confinamiento, en un intento de conseguir que se niegan las creencias católicas sobre la Eucaristía y de la primacía papal .
Como Juan se dio cuenta de lo que había sucedido a sus compañeros sacerdotes, se disfrazó y les llevó la sagrada comunión. En secreto impartió los sacramentos a los cautivos pero finalmente fue descubierto y también fue encarcelado junto con los dieciocho. Estos diecinueve fueron encerrados en Gorkum del 26 de junio hasta el 6 de julio se les sometió a tortura. Mientras tanto, una carta de Guillermo el Taciturno, príncipe de Orange, ordenó a todas las autoridades que hicieran salir a los sacerdotes y religiosos sin ser molestados. Sin embargo Lumey, el comandante de la Watergeuzen, les ahorcó la noche del 9 de julio en una prisión, después de crueles torturas.
Se les conoce en la Iglesia católica como los Mártires de Gorkum.
El grupo fue canonizado por el papa Pío IX en 1867. Sus restos son honrados en un santuario construido a su honor en Brielle.